# Ранобэ
Ранобэ (яп. ライトノベル Райто нобэру, сокр. ラノベ [ранобэ] или ライノベ [райнобэ]) — разновидность популярной японской литературы различных жанров, отличающаяся преимущественно фэнтезийным сюжетом, обилием диалогов, иллюстрациями в стиле аниме и манги и ориентированная, в основном, на подростковую и юношескую аудиторию.

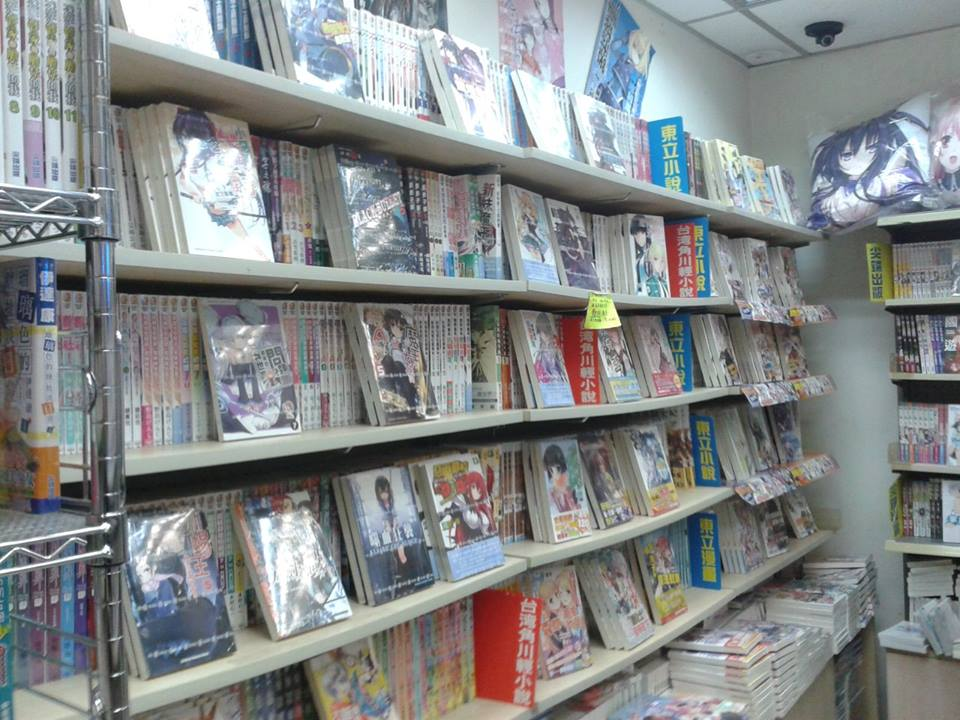

Будучи примером «васэй-эйго» — японских неологизмов, образованных из переработанных по смыслу английских слов, — термин произошёл от англ. light (лёгкий) и novel (роман). В русском языке можно встретить также и варианты транслитерации его обратного заимствования — являющиеся ложной калькой англицизма «лайт-новел(л)», «лайт-новелла» и «лёгкая новелла».
Ранобэ приобрели широкую популярность в Японии в 1980-х годах. Издатели находятся в постоянном поиске новых авторов, для чего устраивают ежегодные конкурсы, победители которых получают, помимо денежных призов, право публикации своей книги. В крупнейшем из таких конкурсов — «Дэнгэки сёсэцу тайсё» — ежегодно участвуют более двух тысяч авторов. Количество официальных переводов ранобэ на иностранные языки невелико из-за низкого спроса и объёма переводимого текста.
Книги издаются в карманном формате со страницами «открыточного» размера 10,5×15 см, а также выпускаются частями в литературных журналах, таких как Dragon Magazine, The Sneaker, Dengeki HP, или журналах смешанного содержания: Comptiq и Dengeki G’s Magazine.
Произведения часто адаптируются в мангу или аниме-сериал. Известный пример ранобэ — «Рубаки» Хадзимэ Кандзаки, по которому позже была нарисована манга и выпущено аниме.

## Структура
Поскольку ранобэ ориентированы в первую очередь на молодёжную аудиторию, это определяет некоторые особенности их оформления. Книги издаются в небольшом формате, содержат иллюстрации, выполненные в том же стиле, в каком делаются изображения в манге и аниме, текст обычно набирается более крупным шрифтом (по сравнению, например, с текстом газет или «взрослых» книг). Многие иероглифы снабжаются фуриганой, которая, помимо своего прямого назначения, порой используется для придания словам иных, нестандартных чтений (к примеру, в ранобэ To Aru Majutsu no Index немалое количество слов, включая само название произведения, было «переозвучено» подобным образом). Манера письма часто характеризуется короткими (одно-два предложения) абзацами и обильным использованием диалогов. Эти особенности призваны способствовать быстрому чтению ранобэ.
Типичная структура ранобэ — это несколько цветных иллюстраций в начале, после чего идёт 200—700 страниц текста, среди которых лишь изредка попадаются чёрно-белые картинки. В литературном переводе на русский язык текст страницы составит приблизительно 1500 символов. Объём произведений в целом также весьма значителен. Например, первый том ранобэ «Волчица и пряности» в переводе на русский язык включает в себя 48 873 слова. Первый том Zero no Tsukaima в неофициальном переводе на английский язык — 39 705 слов. Для сравнения: известный роман Клайва Льюиса «Лев, колдунья и платяной шкаф» содержит в оригинале 37 467 слов. Таким образом, по своей структуре и объёму «ранобэ» — это, скорее, роман, пусть и с определёнными стилистическими особенностями.